# Intrépide (Borda III)
Pour les articles homonymes, voir Borda.
L’Intrépide, rebaptisé plus tard Borda, est un navire de ligne de deuxième rang à propulsion mixte (voile et vapeur), en service dans la marine française de 1864 à 1913. Sa construction est ordonnée en juin 1853 en tant que vaisseau rapide à propulsion mixte de classe Algésiras déplaçant 5 000 tonnes et long de 71 m, et débute le 2 septembre 1853 à Rochefort,,.
Devenu obsolète en raison des retards survenus au cours de sa construction, il est transformé sur cale en bâtiment de transport en 1863-1864.
Devenu en 1890 le navire-école de l'École navale, l'Intrépide est alors renommé Borda, troisième du nom.

## L'Intrépide, navire de transport
Ce navire à voiles et à hélice construit en bois entre 1853 et 1864 mit si longtemps à être construit qu'il était déjà dépassé lors de son lancement. Il est alors armé en transport avec quatre canons et lors de ses essais, il est le plus grand transport militaire au monde,. Ses capacités de transport lui permettent d'embarquer une brigade d'infanterie entière, deux régiments de cavalerie, plusieurs batteries d'artillerie. Il servit néanmoins, notamment lors du rapatriement du Corps expéditionnaire français au Mexique sous le capitaine de vaisseau Claude Gennet, puis lors de la conquête de la Tunisie en 1881 (prise de Sfax). Il est déclassé en 1890.

## Le vaisseau-écoleBorda

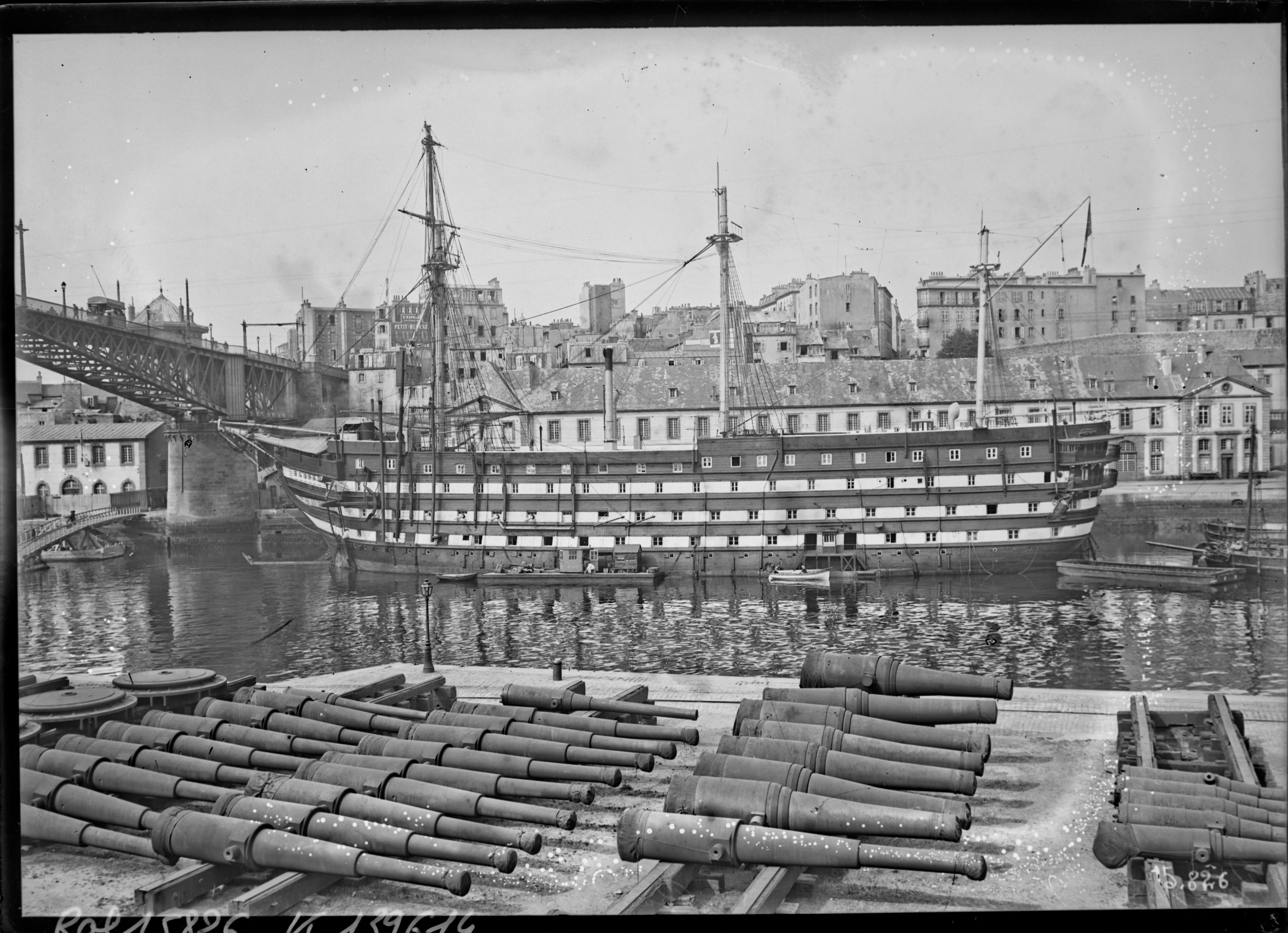
Le vaisseau école Borda dans le port militaire de Brest en 1911.

Reconverti en vaisseau-école pour les élèves-officiers de l'École navale, il est rebaptisé Borda et y sert à partir de 1890,, jusqu'à ce qu'il soit remplacé en 1913 par le Duguay-Trouin.
Après vingt-trois années de service dans la rade-abri de l'arsenal de Brest, l'ultime Borda ne tenait plus que par la force de l'habitude au point que « les rats eux-mêmes commençaient à le quitter ». Bien qu'abrité de la houle du large et des lames du goulet par la (récente - 1903) jetée ouest, il roulait parfois en faisant gémir ses ais, et il était grand temps de le remplacer, même s'il avait « encore bel air vu de loin avec les raies noires et blanches de sa coque, ses sabords et ses trois mâts, dont le plus haut atteignait 80 mètres ».
Désarmé puis remorqué (pour démolition) dans le port de Cherbourg, il y fut démantelé (sous les haches des démolisseurs) entre 1919 et 1922.